# Topoisomerasi II
La topoisomerasi II è una classe di enzimi tra i quali figura la DNA girasi procariote, che è in grado di introdurre superavvolgimenti negativi ovvero rilassare i superavvolgimenti positivi dovuti all'azione, durante la replicazione del DNA, della dna elicasi. Così facendo la DNA girasi riduce il numero di legame e la tensione torsionale della molecola di DNA.
Essa agisce:
- rompendo reversibilmente la doppia elica per creare un passaggio di DNA
- facendo passare la seconda elica vicina attraverso la rottura
- risaldando la rottura e dissociandosi dal DNA
- stabilizzando i filamenti separati